# Americano Futebol Clube (Mato Grosso)
Pour les articles homonymes, voir Americano Futebol Clube.
L'Americano Futebol Clube était un club brésilien de football basé à Cuiabá dans l'État du Mato Grosso.

## Palmarès
- Championnat du Mato Grosso :
  - Champion : 1944.